# Dołdykan
Dołdykan (ros. Долдыкан) – wieś (ros. seło) w południowo-wschodniej Rosji, terytorialnie i administracyjnie należąca do rejonu buriejskiego, w obwodzie amurskim. 
Według danych statystycznych z 2016 roku wieś Dołdykan zamieszkiwało 373 mieszkańców. 